# Club de Fútbol Ciudad de Murcia
Il Club de Fútbol Ciudad de Murcia era una società calcistica con sede a Murcia, in Spagna. Nel 2007 è stata trasferita a Granada con il nome di Granada 74.

## Storia
Il Ciudad de Murcia fu fondato nell'estate 1999, da Quique Pina, un ex giocatore del Real Murcia, con l'aiuto di uomini d'affari locali.
Nella stagione 2003-2004 il Ciudad de Murcia partecipò per la prima volta alla Segunda División. Nelle prime due stagioni la squadra si salvò arrivando prima 17ª e poi 18ª (ultima posizione utile per evitare la retrocessione). Nella stagione 2005-2006 il Ciudad de Murcia lottò fino alla fine per la promozione nella Liga, che sfumo agli spareggi con il Levante.
Il 6 giugno 2007 Carlos Marsá, uomo d'affari di Granada, acquistò la squadra e la trasferì a Granada con il nome di Granada 74 insieme a tutti i diritti e i contratti del Ciudad de Murcia.
La squadra riserve, invece, non fu trasferita e pochi giorni dopo, il 25 giugno, si fuse con l'Escuela Municipal Deporte Lorquí dando vita al Ciudad de Lorquí.

## Palmarès

### Altri piazzamenti
- Segunda División B:

Terzo posto: 2002-2003 (gruppo IV)

## Statistiche
- 4 stagioni in Segunda División
- 2 stagioni in Segunda División B
- 1 stagione in Tercera División
- Miglior piazzamento in Segunda División: 4º posto (stagione 2005/06)
- Peggior piazzamento in Segunda División: 18º posto (stagione 2004/05)
- Miglior marcatore: Daniel Güiza (21 gol).

### Promozioni
- 1 promozione in Segunda División B (stagione 2000/01)
- 1 promozione in Segunda División (stagione 2002/03)